# Ponglisch
Ponglisch (poln.: Ponglisz; engl.: Poglish) ist ein Kofferwort aus den Wörtern „polnisch“ (polski bzw. polish) und „englisch“ (english; vergleiche polnisch: angielski) und bezeichnet eine an die polnische Sprache angelehnte Mischsprache, die sich in neuerer Zeit unter dem starken Einfluss des Englischen gebildet hat. Sie ist vor allem bei Mitgliedern der Polonia, der polnischen Diaspora, verbreitet, die längere Zeit in englischsprachigen Ländern verbracht haben. Andere Bezeichnungen sind Poglisch (Poglisz/Poglish), Polamer, Polglisch (Polglisz/Polglish), Pinglisch (Pinglisz/Pinglish) oder Half na pół (für „halb und halb“).

## Merkmale
Das Hauptmerkmal dieses aus verschiedenen Sprachen zusammengesetzten Gemisches ist die polonisierte Aussprache englischer Begriffe mit Suffixen und Präfixen, die charakteristisch für die polnische Sprache sind. 
Innerhalb des Sprechvorgangs werden Elemente aus der polnischen und englischen Sprache wie zum Beispiel Morpheme, Wörter, Grammatik, Syntax oder Idiome vermischt. Kennzeichnend ist auch die Benutzung von „falschen Freunden“ und verwandten Wörtern, die dabei von ihren gemeinsamen etymologischen Wurzeln abweichen. Diese Kombination polnischer und englischer Elemente kann unbeabsichtigt oder bewusst einen Neologismus erzeugen, wenn sie innerhalb eines einzelnen Wortes, eines Ausdrucks oder einer Phrase vorkommt, so wie man es beispielsweise in einem hybriden Wort findet. Ponglisch ist ein gemeinsames, bis zu einem gewissen Grad beinahe unvermeidliches Phänomen bei bilingualen polnisch- und englischsprechenden Personen. Es ist ein typisches Beispiel für eine Mischsprache, die viele Anglizismen enthält, vergleichbar mit Denglisch, dem Gegenstück in der deutschen Sprache. Das Ergebnis dieser Vermischung, ob gesprochen oder geschrieben, führt gelegentlich zu Verwirrung, Erheiterung oder Verlegenheit. Bemerkenswert ist ein hoher Anteil an polnischen Termini mit einer präzisen metaphrasischen Äquivalenz im Englischen, was auf der Tatsache beruht, dass seit dem Mittelalter viele Begriffe mit den gleichen lateinischen Wurzeln in diese beiden indogermanischen Sprachen lehnübersetzt wurden.

## Czikagoski
Eine regionale Variante ist der sogenannte Czikagoski (englisch: Chicago Polish) und bezeichnet den Slang der nordamerikanischen Polonia. Czikagoski hat seinen Ursprung in Chicago, wo es besonders viele polnische Einwanderer gibt. Gemäß der US-amerikanischen Volkszählung United States Census 2000 bilden Polen in Chicago die größte Ethnie unter den weißen Amerikanern. Einige Mitglieder der Chicagoer Polonia, besonders die, die dort seit längerer Zeit wohnen, sprechen Ponglisch im Alltag. Ein gemeinsames Phänomen ist dort die Polonisierung von englischen Wörtern. Statt auf Englisch zu sagen: A cop gave me a ticket on the highway (deutsch: ein Polizist gab mir auf der Autobahn einen Strafzettel) oder (in Standard-Polnisch) Policjant dał mi mandat na autostradzie, lautet die Ponglisch-Variante: Kapy dały mi tiketa na hajłeju. Polnische Muttersprachler ohne Englisch-Kenntnisse haben Schwierigkeiten, dieses Sprachgemisch zu verstehen.

## Populärkultur
Der Roman A Clockwork Orange von Anthony Burgess wurde ins Polnische vom polyglotten Robert Stiller in zwei Versionen übersetzt. Eine Version davon übertrug er aus dem englisch-russischen Sprachgemisch des Original-Buches in ein polnisch-russisches Gemisch mit dem Titel Mechaniczna pomarańcza, wersja R (Deutsch: „Eine Mechanische Orange, Version R“, wobei R für das polnische Wort rosyjski für „Russisch“ steht). Die andere Version übersetzte er in ein polnisch-englisches Gemisch mit dem Titel Nakręcana pomarańcza, wersja A („Aufgezogene Orange, Version A“, wobei A für das polnische Wort angielski für „Englisch“ steht). Die spätere polnisch-englische Version ist ein beeindruckendes Beispiel für einen Text auf Ponglisch.
Das Fernsehen von der regionalen BBC Station BBC Look North (East Yorkshire und Lincolnshire) produzierte in Boston (Lincolnshire) eine Reportage auf Ponglisch. Großbritannien und Irland haben ebenfalls einen großen Bevölkerungsanteil an polnischen Einwanderern, weshalb Ponglisch auch dort sehr verbreitet ist.

## Beispiele
| Ponglisch                      | Englisch        | Polnisch           | Deutsch          |                 |                 |                 |                 |                 |                 |                 |                 |                 |                 |
| 1. Beispielsatz                | 1. Beispielsatz | 1. Beispielsatz    | 1. Beispielsatz  | 1. Beispielsatz | 1. Beispielsatz | 1. Beispielsatz | 1. Beispielsatz | 1. Beispielsatz | 1. Beispielsatz | 1. Beispielsatz | 1. Beispielsatz | 1. Beispielsatz | 1. Beispielsatz |
| ------------------------------ | --------------- | ------------------ | ---------------- | --------------- | --------------- | --------------- | --------------- | --------------- | --------------- | --------------- | --------------- | --------------- | --------------- |
| Daj mi fona,                   | phone           | telefon            | Telefon          |                 |                 |                 |                 |                 |                 |                 |                 |                 |                 |
| jak już będziesz fri           | free            | wolny, swobodny    | frei             |                 |                 |                 |                 |                 |                 |                 |                 |                 |                 |
| to wezmę dzień offa            | day off         | dzień wolny, urlop | freier Tag       |                 |                 |                 |                 |                 |                 |                 |                 |                 |                 |
| i wydamy trochę keszu.         | cash            | pieniądze, forsa   | (Bar-)Geld       |                 |                 |                 |                 |                 |                 |                 |                 |                 |                 |
| 2. Beispielsatz                |                 |                    |                  |                 |                 |                 |                 |                 |                 |                 |                 |                 |                 |
| Odbierz call                   | call            | telefon            | Telefon          |                 |                 |                 |                 |                 |                 |                 |                 |                 |                 |
| od znajomego. Pewnie ma break  | break           | przerwa            | Pause            |                 |                 |                 |                 |                 |                 |                 |                 |                 |                 |
| i zamiast iść na lunch         | lunch           | drugie śniadanie   | spätes Frühstück |                 |                 |                 |                 |                 |                 |                 |                 |                 |                 |
| postanowił się z tobą spiknąć. | to speak        | rozmawiać/spotkać* | sprechen/treffen |                 |                 |                 |                 |                 |                 |                 |                 |                 |                 |
| 3. Beispielsatz                |                 |                    |                  |                 |                 |                 |                 |                 |                 |                 |                 |                 |                 |
| Rano lepiej jechać sabłejem,   | subway          | metro              | U-Bahn           |                 |                 |                 |                 |                 |                 |                 |                 |                 |                 |
| niż brać autobus               | to take bus     | jechać autobusem   | den Bus nehmen   |                 |                 |                 |                 |                 |                 |                 |                 |                 |                 |
| bo w city                      | city            | centrum miasta     | Stadtzentrum     |                 |                 |                 |                 |                 |                 |                 |                 |                 |                 |
| jest okropny trafik.           | traffic         | ruch uliczny       | Verkehr          |                 |                 |                 |                 |                 |                 |                 |                 |                 |                 |
| 4. Beispielsatz                |                 |                    |                  |                 |                 |                 |                 |                 |                 |                 |                 |                 |                 |
| Drajwnij                       | drive           | jechać             | fahren           |                 |                 |                 |                 |                 |                 |                 |                 |                 |                 |
| mojego kara                    | car             | samochód           | Auto             |                 |                 |                 |                 |                 |                 |                 |                 |                 |                 |
| na kornerze                    | corner          | róg                | Ecke             |                 |                 |                 |                 |                 |                 |                 |                 |                 |                 |
| naszej strity.                 | street          | ulica              | Straße           |                 |                 |                 |                 |                 |                 |                 |                 |                 |                 |
| Weitere Begriffe               |                 |                    |                  |                 |                 |                 |                 |                 |                 |                 |                 |                 |                 |
| taksy                          | taxes           | podatki            | Steuern          |                 |                 |                 |                 |                 |                 |                 |                 |                 |                 |
| drinkować                      | to drink        | (wy)pić, napić się | trinken          |                 |                 |                 |                 |                 |                 |                 |                 |                 |                 |